# Нодон синмун
«Нодо́н синму́н» (кор. 로동신문?, 勞動新聞?, Рабочая газета) — ежедневная газета КНДР, центральный печатный орган Трудовой партии Кореи. Выходит в Пхеньяне с 1 ноября 1945 года (до сентября 1946 года выпускалась под названием «Чонно» [정로]). Тираж около 1,5 млн экземпляров. Является главным официальным печатным изданием в стране, публикует официальные новости, заявления правительства КНДР и т. п..
Российский кореевед А. Н. Ланьков в своей статье, написанной в 1992 году и позднее незначительно переработанной, даёт следующую характеристику газеты:

На первой и второй страницах этой газеты обычно помещаются послания Ким Ир Сену из-за границы и его собственные официальные телеграммы, статьи об экономических успехах Кореи. Там же можно прочесть сообщения о визитах иностранных делегаций, статьи о величии Ким Ир Сена и Ким Чен Ира. По преимуществу экономический характер носит третья страница, а четвёртая заполнена хроникальными заметками и очерками на разные темы. Последние страницы — это международный раздел. Практически все заметки на международные темы либо говорят о достижениях экономики развивающихся стран, либо критикуют внешнюю политику США. Специальный раздел, который обычно занимает пятую страницу, посвящён Южной Корее. Интонация статей газеты по разным вопросам, конечно, та же, что и у всей северокорейской пропаганды: восхваление Ким Ир Сена и Ким Чжон Ира, резкая, почти истерическая критика США и Южной Кореи, прославление экономических достижений КНДР (в подавляющем большинстве случаев — мнимых), пропаганда идей чучхе и рассказы об их огромной популярности во всём мире.
Редакторы
- Пак Чхан Ок (1946—1949)[6].